# Haskenau

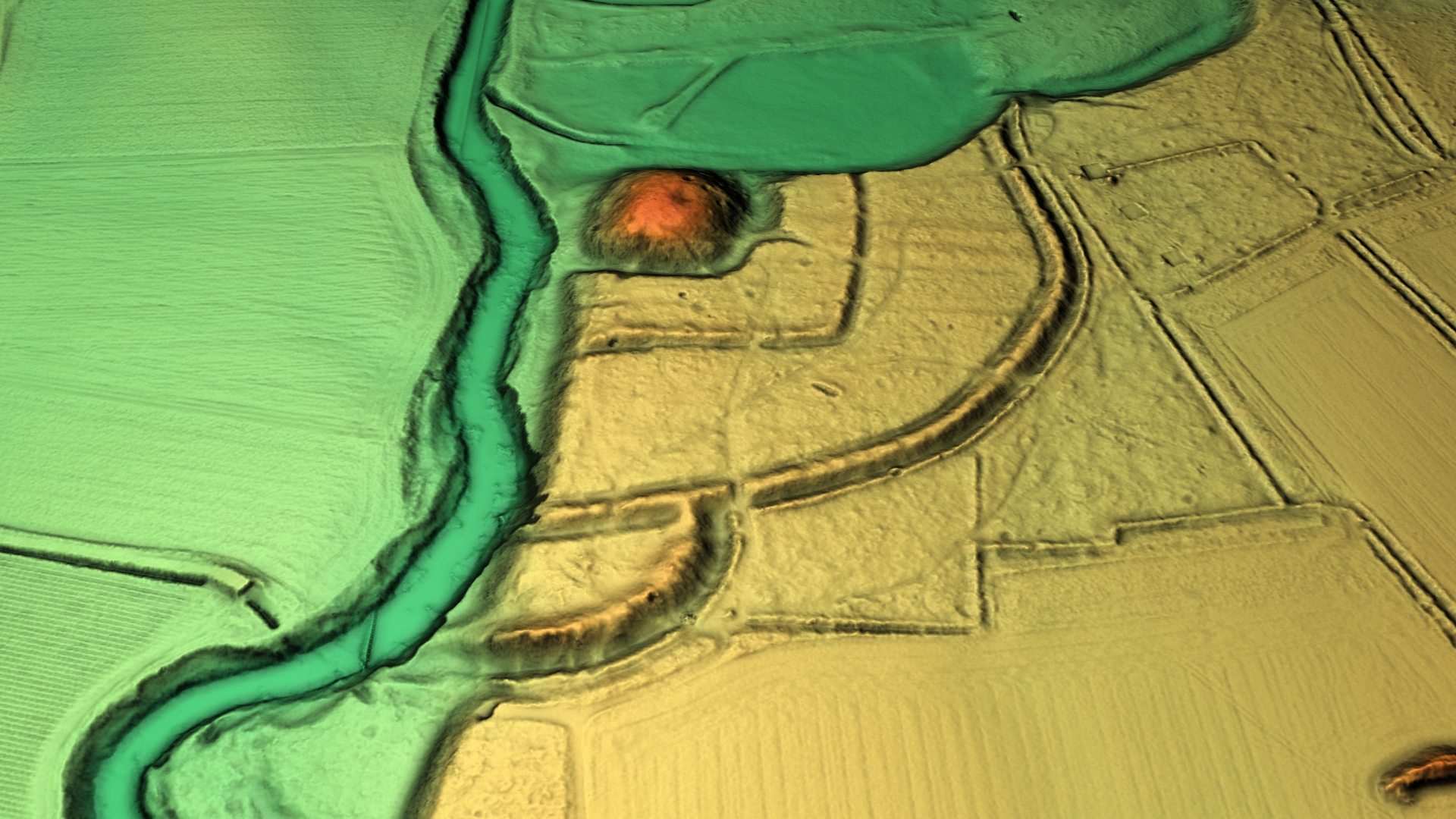
3D-Ansicht des digitalen Geländemodells

Die Haskenau, auch Wallburg Haskenau genannt, ist eine abgegangene Turmhügelburg (Motte) auf dem Gebiet der westfälischen Stadt Münster in Nordrhein-Westfalen. Sie befindet sich an der ehemaligen Mündung der Werse in die Ems.

## Beschreibung
Die Anlage bestand in Form einer Siedlung vermutlich bereits seit fränkischer Zeit: Bei Ausgrabungen wurden Scherben aus der Zeit der Karolinger gefunden.
Im 12. Jahrhundert entstand auf einem zentralen Turmhügel eine massive Holzburg (oder ein Steinbau). Der Turmhügel hatte einen Durchmesser von 30 Metern. Die Höhe des Hügels betrug 5 bis 6 Meter über dem umgebenden Bodenniveau und etwa 11 Meter über der Wasserlinie. Ihm vorgelagert befand sich ein Graben, an den sich der innere, etwa fünf Meter breite Wall anschloss. Der äußere Schutzwall umgab die Burganlage südöstlich im Abstand von rund 60 Metern. Er war mit einem Vorwerk versehen, dessen südlicher Teil aus dem 13. Jahrhundert stammen dürfte. Es wurden Reste eines Palisadenzauns gefunden. Zwischen den Wällen befanden sich Gehöfte, auf denen lt. einer Güteraufzählung von 1611 noch Schweinemast betrieben wurde. Die Gesamtfläche der Anlage betrug ca. 2,5 ha.

## Geschichte
In mittelalterlichen Urkunden wurde die Haskenau wahrscheinlich als „Sconowe“ (Schönau bzw. Hohenschönau) bezeichnet. Funde von Scherben des 12.–16. Jahrhunderts legen eine zumindest temporäre Nutzung der Befestigung noch bis in die Neuzeit nahe, auch wenn diese seit spätestens dem 15. Jahrhundert keine strategische Rolle mehr spielte. In einer Urkunde von 1226 wird Ritter Hermann I. von Münster als Bewohner genannt. 1268 und 1286 wurde die Burg, die als befestigtes Haus (lat. „mansio“) bezeichnet wurde, von einem Nachfahren verpfändet und 1324 an das Domkapitel Münster verkauft.  Noch 1424 und 1457 mussten die Bischöfe von Münster bei ihrer Vereidigung schwören, die dortigen Einkünfte und Ländereien zu verteidigen.
Mitte des 15. Jahrhunderts gehörten die unmittelbar angrenzenden Bauernhöfe, damals „Lengerkes Erbe“ (auch „Grosse Lengerich“ und „Lütke Lengerich“ genannt) mit der Burg Haskenau Christina von Cleyhorst, die diese an ihren Sohn Johann IV. Droste zu Hülshoff weiter vererbte. Auf der Burg Haskenau lebten im 15. und 16. Jahrhundert vier Generationen der damaligen Eigentümer, des Adelsgeschlechts Droste zu Hülshoff (Begründer dieser Linie war Alhard II.; † 1485), darunter der Münsteraner Bürgermeister Everwin II. von Droste zu Handorf. Archäologische Funde sprechen zwar für eine landwirtschaftliche Nutzung des Areals, doch war diese auf Turmhügelburgen damals üblich.
1611 wird die Haskenau in einer Liste der verwalteten bischöflichen Güter der Burg Schöneflieth bei Greven nur noch als ein Ort der Schweinemast aufgeführt.
Die Anlage, von der heute nur noch Bodenformationen erhalten sind, ist seit 1987 als Bodendenkmal eingestuft.

## Kurioses
Der Autor Alfred Lühl behauptete ab 1930, der Turmhügel sei in Wirklichkeit ein Grabhügel, in welchem der römische Feldherr Germanicus die gefallenen Soldaten aus der Varusschlacht habe bestatten lassen, die in Wirklichkeit im Kattenvenner Moor stattgefunden habe. Dies hält jedoch keiner Überprüfung stand. Immerhin wurde unter anderem aufgrund dessen dort im Jahr 1936 gegraben.

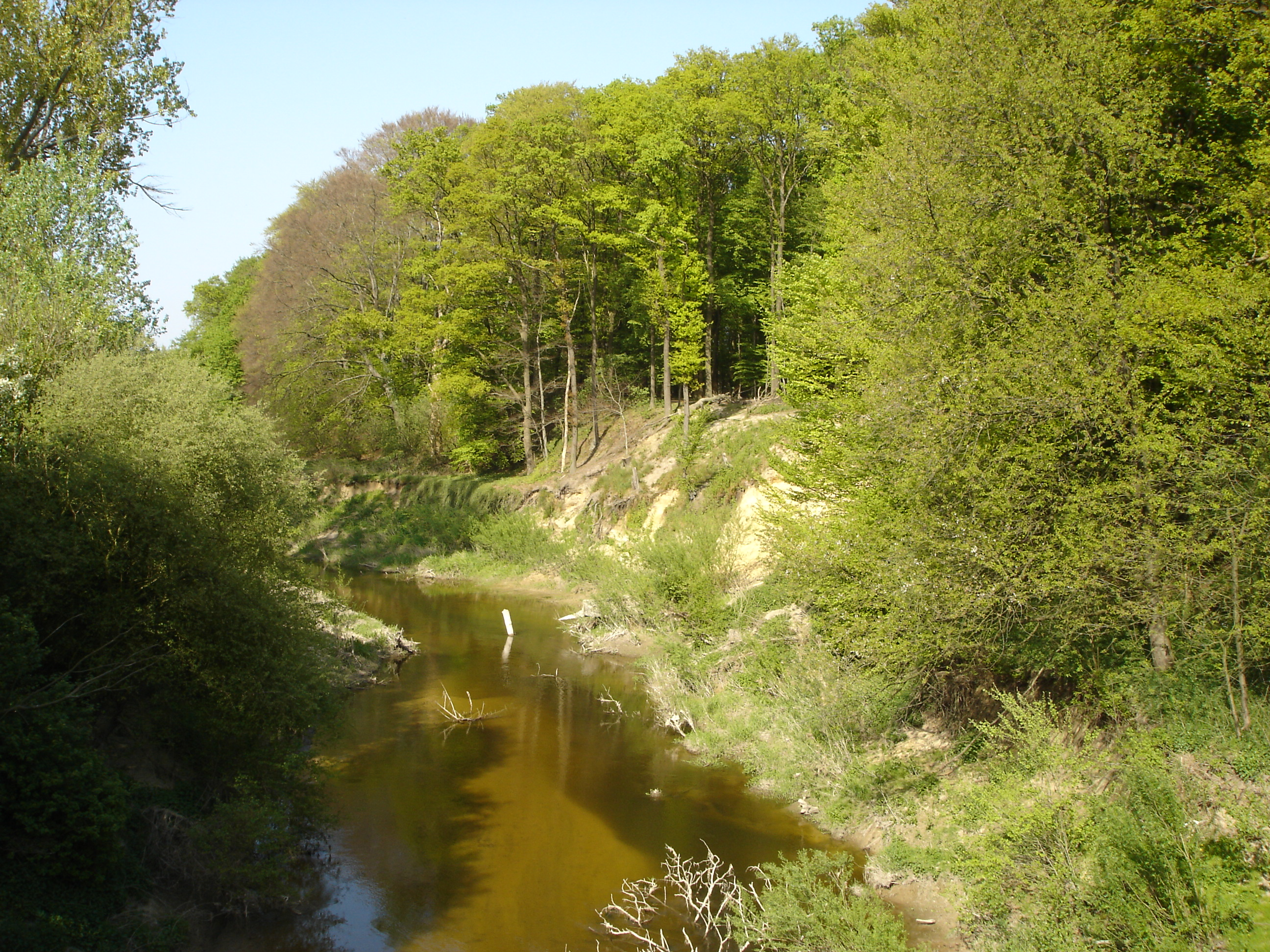
Blick von der Brücke über die Werse auf die Haskenau
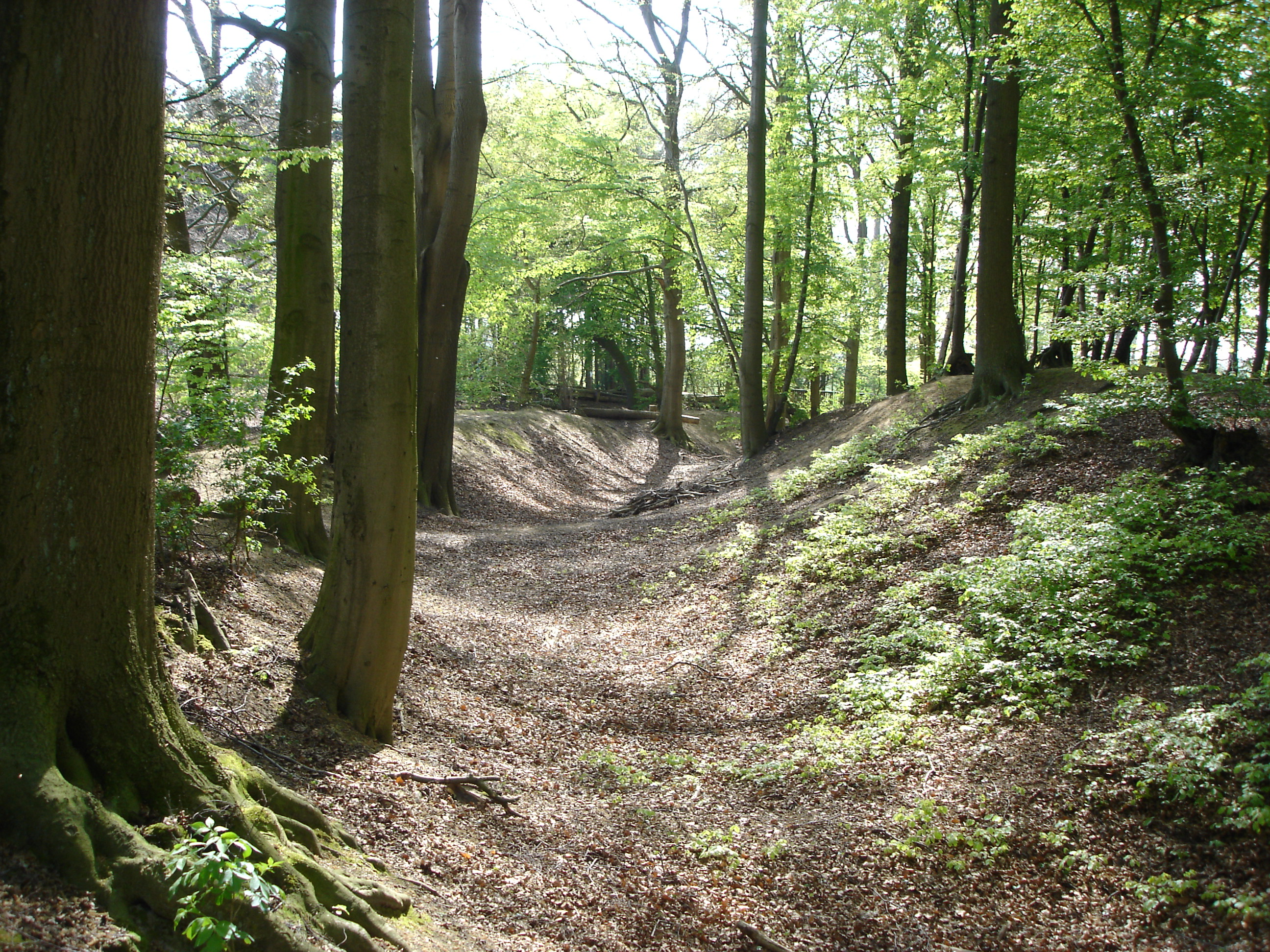
Blick in das Vorwerk des äußeren Walls
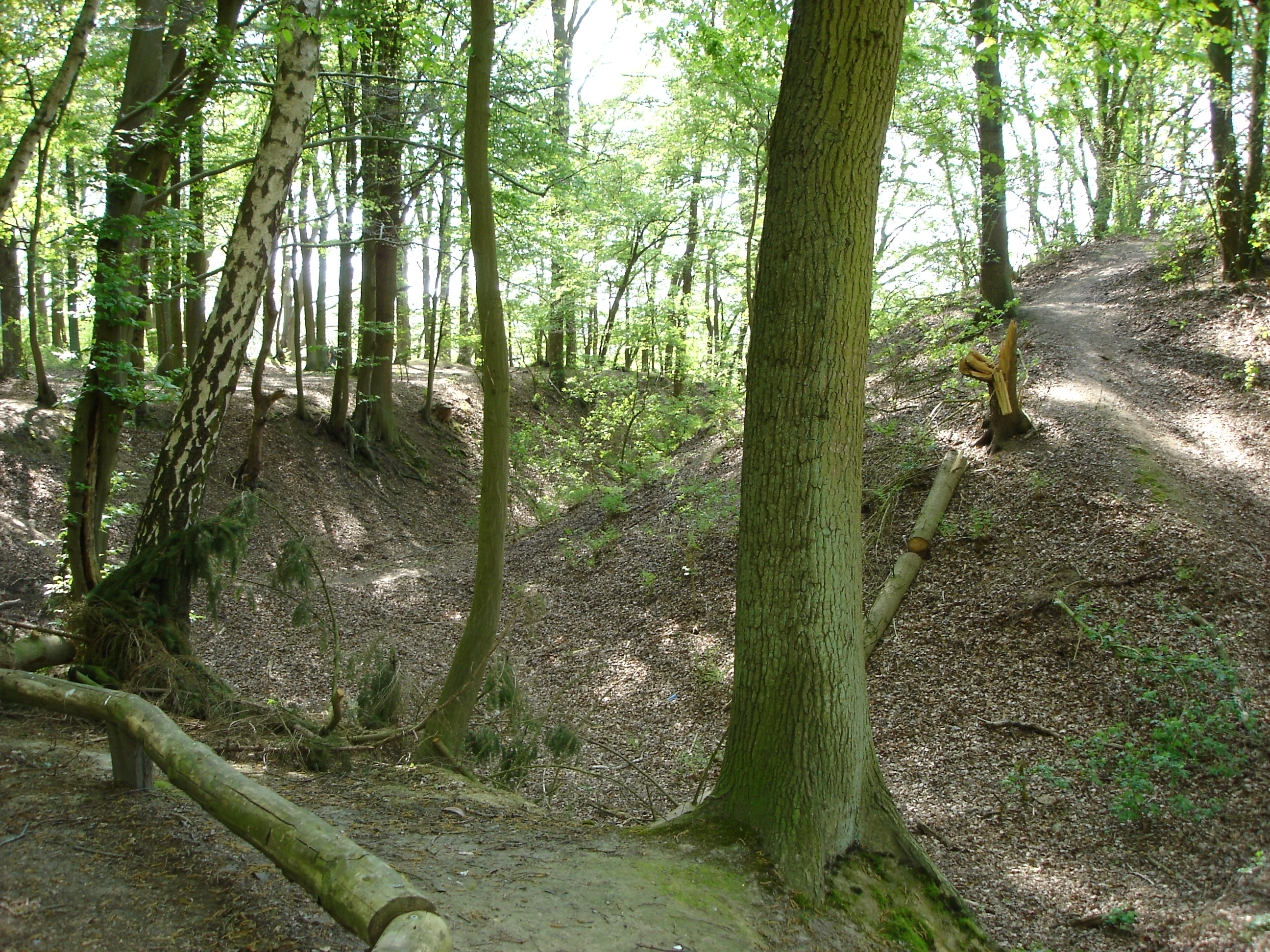
Der Halsgraben vor dem Turmhügel (rechts)
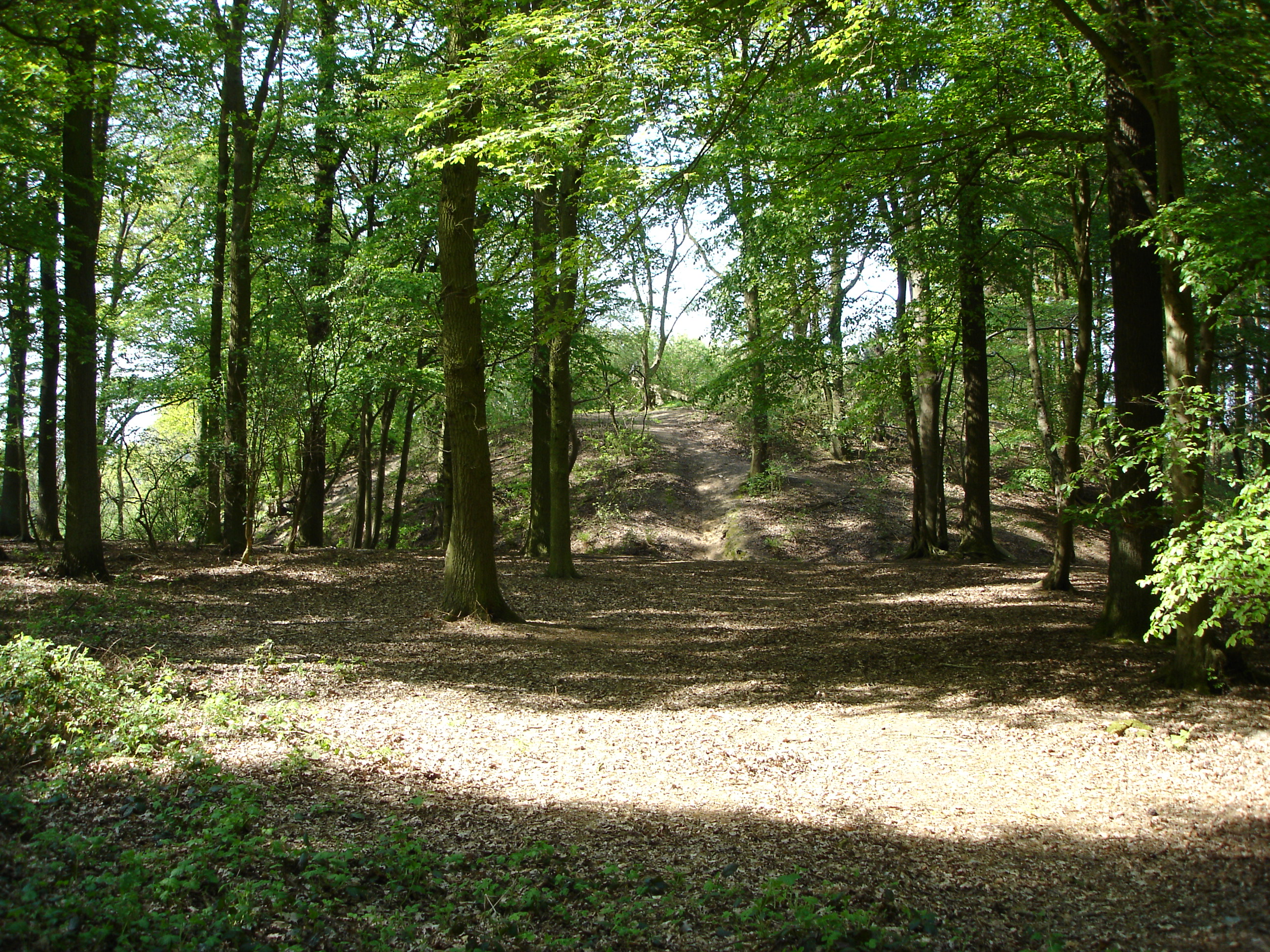
Der Turmhügel der Haskenau